# 1139
سنة 1139 كانت سنة بسيطة تبدأ يوم الأحد (الرابط يظهر نموذج التقويم الكامل للسنة) من التقويم اليولياني.

## مواليد
- سانشا من قشتالة، ملكة نافارا

## وفيات
- البديع الأسطرلابي.
- ياروبولك الثاني.
- سلامة بن عياض الكفرطابي.
- رانولف الثاني من أليفي.
- هاينريش العاشر.